# Теодор Теодоров
Теодор Иванов Теодоров е български политик, водач на Народната партия. Той е министър-председател на България в 38-ото и 39-ото правителство (1918 – 1919 г.). По образование е юрист.

## Биография
Завършва прочутото Еленско трикласно училище, учи последователно в Априловската гимназия в Габрово и в Николаев, дн. Украйна. Възпитаник на Южнославянския пансион на Т. Минков. През 1883 г. завършва Юридическия факултет на Новорусийския университет в Одеса.
След завръщането си в България има просперираща адвокатска и политическа кариера.
От 1894 до 1896 г. е председател на VIII обикновено народно събрание. Като такъв води делегацията, изпратена по решение на Народното събрание за помирение с Русия (1895 г.). До 1923 г. е многократно избиран за народен представител. От 1896 до 1897 г. е министър на правосъдието, а през 1897 – 1899 г. е министър на финансите в кабинетите на Константин Стоилов. През 1911 – 1913 г. е министър на финансите в кабинетите на Иван Евстратиев Гешов и Стоян Данев. През 1918 г. е министър на външните работи и изповеданията в правителството на Александър Малинов.
През 1918 – 1919 г. е министър-председател и министър на външните дела и изповеданията в два поредни коалиционни кабинета. Ръководи делегацията на България при преговорите на Парижката конференция, но подава оставка като министър-председател, отказвайки да подпише Ньойския договор. През 1922 г. е арестуван и подведен под отговорност като виновник за националната катастрофа от правителството на БЗНС. Лежи в Шуменския затвор заедно с много други водачи на опозицията. След Деветоюнския преврат през 1923 г. е освободен и се присъединява към Демократическия сговор. С разклатено здраве, той умира на следващата година.
През 1910 г. Теодор Теодоров построява в София внушителната си къща на ул. „Славянска“ № 17, по проект на арх. Петко Момчилов. След Деветосептемврийския преврат тя е национализирана, предадена на съветските военни, след това превърната в ресторант „Крим“, т. нар. „Руски клуб“.

## Семейство
Теодоров има пет сестри, омъжени за видни обществени фигури, свързани с Народната партия – Мария (съпруга на политика Михаил Маджаров), Екатерина (съпруга на политика Стефан Бобчев) и Станка (съпруга на банкера Георги Губиделников), Иваничка (съпруга на Стефан Огнянов, който е общественик и кмет на Русе), Роза (съпруга на известния русенски банкер Никола (Нико) Буров). Брат му Петко Теодоров е минен инженер, деец на Народната партия, кмет на София, член на управителните съвети на редица стопански предприятия и съосновател на БИАД. Самият Теодор Теодоров е женен за Рада Теодорова, дъщеря на Найден Геров и Мария Пулиева (първа братовчедка на Евлоги и Христо Георгиеви). Имат дъщеря и син: Анна-Мария и Иван.
Зет (съпруг на Анна-Мария) му е д-р Николай Николаев – известен български политик през 30-те и 40-те години на XX век, министър и посланик. След Деветосептемврийския преврат, който го заварва като посланик в Швеция, е осъден задочно на смърт и остава със семейството си в чужбина.
Синът на Теодор Теодоров, Иван, дипломиран в Париж, след преврата през 1944 г. е лишен от правото да упражнява професията си и се прехранва като суфльор в операта, стенограф и преводач, плащайки наем за позволението да обитава малко от бащиния си дом.

## Памет
На Теодор Теодоров е наречена улица в квартал „Люлин“ в София (Карта).